# 阿泽尔格河畔贝尔蒙
阿澤爾格河畔贝尔蒙（法語：Belmont-d'Azergues，法語發音：[bɛlmɔ̃ dazɛʁɡ]）是法国罗讷省的一个市镇，属于索恩河畔自由城区。

## 地理
阿泽尔格河畔贝尔蒙（45°52'5"N, 4°40'10"E）面积1.51 平方千米，位于法国奥弗涅-罗讷-阿尔卑斯大区罗讷省，该省份为法国中东部省份，北起顺时针与索恩-卢瓦尔省、安省、里昂大都会、伊泽尔省和卢瓦尔省接壤。
与阿泽尔格河畔贝尔蒙接壤的市镇（或旧市镇、城区）包括：沙尔奈、圣让德维涅、沙蒂永、洛扎讷。
阿泽尔格河畔贝尔蒙的时区为UTC+01:00、UTC+02:00（夏令时）。

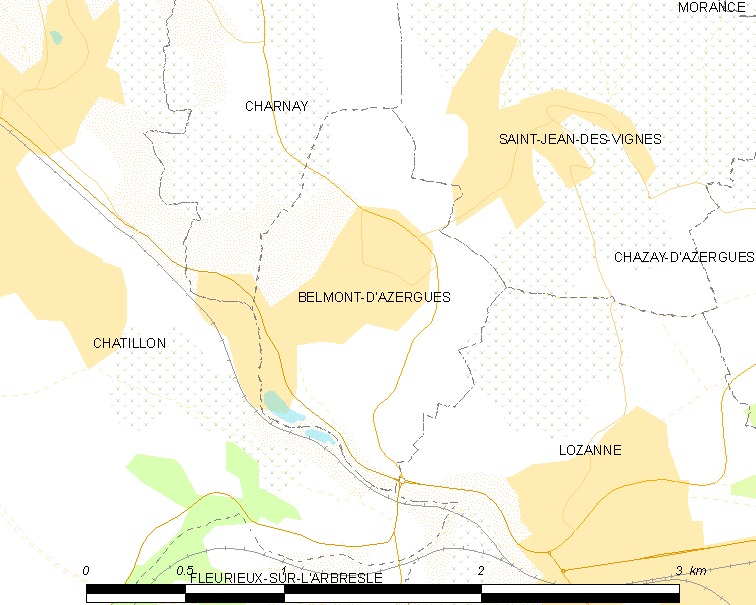
阿泽尔格河畔贝尔蒙的OSM定位图

## 行政
阿泽尔格河畔贝尔蒙的邮政编码为69380，INSEE市镇编码为69020。

## 政治
阿泽尔格河畔贝尔蒙所属的省级选区为瓦勒德万县。

## 人口

1962-2008年间阿泽尔格河畔贝尔蒙人口变化图示

阿泽尔格河畔贝尔蒙于2022年1月1日时的人口数量为717人。